# Heliodorus vexillifer
Heliodorus vexillifer är en tvåvingeart som beskrevs av Henry Jonathan Reinhard 1964. Heliodorus vexillifer ingår i släktet Heliodorus och familjen parasitflugor.
Artens utbredningsområde är Washington. Inga underarter finns listade i Catalogue of Life.